# Raynor Taylor
Raynor Taylor (* 1747 in London; † 17. August 1825 in Philadelphia) war ein englischer Komponist, Organist und Musikpädagoge.
Taylor besuchte die King’s Singing School und war Mitglied des Chores der Chapel Royal, mit dem er 1759 zu Händels Begräbnis auftrat. Später wurde er Organist in Chelmsford, wo er von 1765 bis 1792 auch als Musiklehrer wirkte. Daneben wirkte er als Komponist, Sänger und musikalischer Leiter in Marylebone Gardens und am Sadler’s Wells Theater. Seine Burletta Buxom Joan wurde 1778 am Haymarket Theatre uraufgeführt.
1792 wanderte er in die USA aus. Dort lebte er ab 1793 in Philadelphia, wo er von 1793 bis 1813 Organist an der St. Peter’s Church war. Zur Eröffnung der Philadelphia Vauxhall Gerdens 1814 trug er ein eigenes Orgelkonzert vor. Er komponierte Schauspielmusiken und Opern, darunter The Iron-Chest und The Shipwreck’d Mariner Preserved für das Chestnut Street Theatre. Mit dessen Direktor, seinem ehemaligen Schüler Alexander Reinagle gemeinsam komponierte er Monody – anlässlich des Todes von George Washington 1799 – und Pizarro. 1797 veröffentlichte er bei Benjamin Carr eine Klavierschule. 1820 gehörte er zu den Begründern der Musical Fund Society. Taylor gilt als einer der ersten bedeutenden Komponisten der USA.

## Werke
- Buxom Joan, 1778
- Capocchio and Dorinna, 1793
- Old Woman of Eighty Three, 1793
- The Wounded Soldier, 1794
- Amyntor: a pastoral song, 1795
- The Lass of the Cot, 1795
- The Merry Piping Lad: a ballad in the Scots taste, 1795
- Nancy of the Vale: a pastoral ballad, 1795
- Vive la Liberté: a new song, 1795
- The Wand’ring Village Maid, 1795
- While the Morn is Inviting to Love: a favorite song, 1797, 1799
- Bonny Willy, 1798, 1804
- Ma Chere, et Mon Cher, 1798, 1804
- Monody, 1799
- Hark Hark the Joy Inspiring Horn, 1805, 1809
- The American Captives Emancipation, 1806
- Rustic Festivity, 1807, 1811
- None None The Beech Tree’s Petition, 1810, 1815
- The Queen of Flowers: as sung at the Amateurs concert by Mr. Gillingham, 1812
- The Camel’s Bell, 1813
- The Ethiop; or, The Child of the Desert, 1814
- When Death’s Gloomy Angel Was Bending His Bow, 1814
- The Iron-Chest
- The Shipwreck’d Mariner